# Женский футбол
Женский футбол существовал достаточно давно, но до 1970-х годов, когда он начал принимать организованные формы, этот вид спорта ассоциировался с благотворительными играми и физическими упражнениями. До 1970-х футбол рассматривался как мужской вид спорта. По мере развития женского футбола появлялись большие соревнования — как на национальном, так и на международном уровнях.
В некоторых странах женский футбол — одна из самых респектабельных командных игр для женщин. Также это один из немногих видов женского спорта, в котором существуют профессиональные лиги.

Борьба за признание женского футбола не была лёгкой. Свой первый расцвет этот вид спорта пережил ещё в 1920-х в Великобритании, когда некоторые матчи посещали более 50000 зрителей. Но 5 декабря 1921 года Английская футбольная ассоциация проголосовала за его запрет на всех полях, используемых входящими в неё клубами. Запрет был отменён только в июле 1971 года.

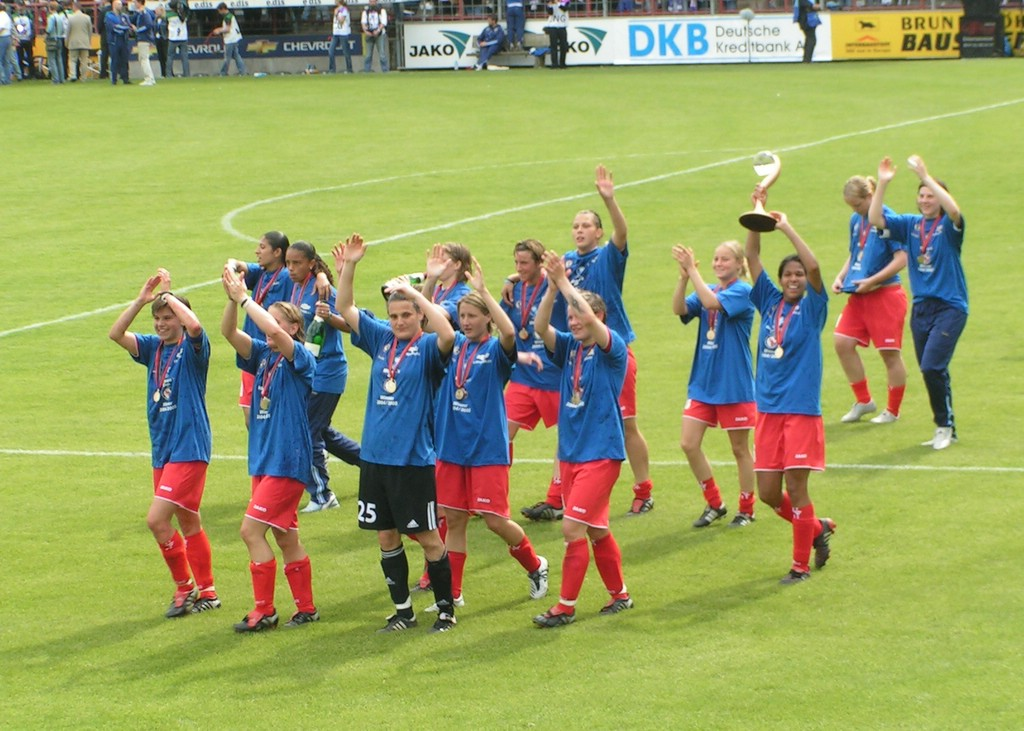
Кубок УЕФА среди женщин. Финал 2005 года в Потсдаме.

Женский футбол в России был известен как минимум с 1911 года: так, согласно выпуску журнала «Русский спорт» от 17 июля, первые тренировки женских команд из курсисток и гимназисток старших классов стали проводиться в дачной местности Пушкино по Ярославской железной дороге на площадке Окуловской горы. Первый женский футбольный матч состоялся 3 августа 1911 года в Москве площадке кружка «Спорт» в Петровском-Разумовском между командами «Пушкино» и «Петровско-Разумовская лига». Победу одержала команда «Пушкино» со счётом 5:1. В советское время женский футбол особо не развивался вплоть до конца 1980-х годов.

## История

### Кубок работниц оборонных заводов
Кубок работниц оборонных заводов (англ. The Munitionettes' Cup) стартовал в августе 1917 года. Официально он назывался «Женский кубок оборонных заводов Тина Веара и Тиса Альфреда Вуда» (англ. «Tyne Wear & Tees Alfred Wood Munition Girls Cup»). В нём участвовали команды работниц оборонных заводов северо-западной Англии. Первыми обладателями кубка стали «Blyth Spartans», которые обыграли в переигранном финале команду «Vaughan» из Болкоу 18 мая 1918 года в Миддлсброу со счётом 5-0. В сезоне 1918—1919 годов кубок получила команда верфей Палмера из Джероу, победившая команду Кристофера Брауна из Хартлпула в Ньюкасле со счётом 1-0.

### Кубок вызова женской английской ассоциации футбола
После того, как 5 декабря 1921 года Английская футбольная ассоциация запретила женские команды, появилась Женская английская ассоциация футбола, организовавшая Кубок вызова женской английской ассоциации футбола (англ. The English Ladies' Football Association Challenge Cup). Серебряный кубок был пожертвован первым президентом ассоциации, Лен Бриджет. Первый сезон, в котором приняли участие 24 команды, состоялся весной 1922 года. Первым победителем стала команда «Stoke Ladies», 24 июня 1922 года победившая «Doncaster and Bentley Ladies» со счётом 3-1.

### Международная европейская федерация женского футбола
В ноябре 1969 года была организована Международная европейская федерация женского футбола (FIEFF). При спонсорской поддержке Martini & Rossi проведён Чемпионат мира среди женщин 1970 года в Италии. Затем был проведён Чемпионат мира среди женщин 1971 года в Мексике.